# Kerbschlagzugversuch

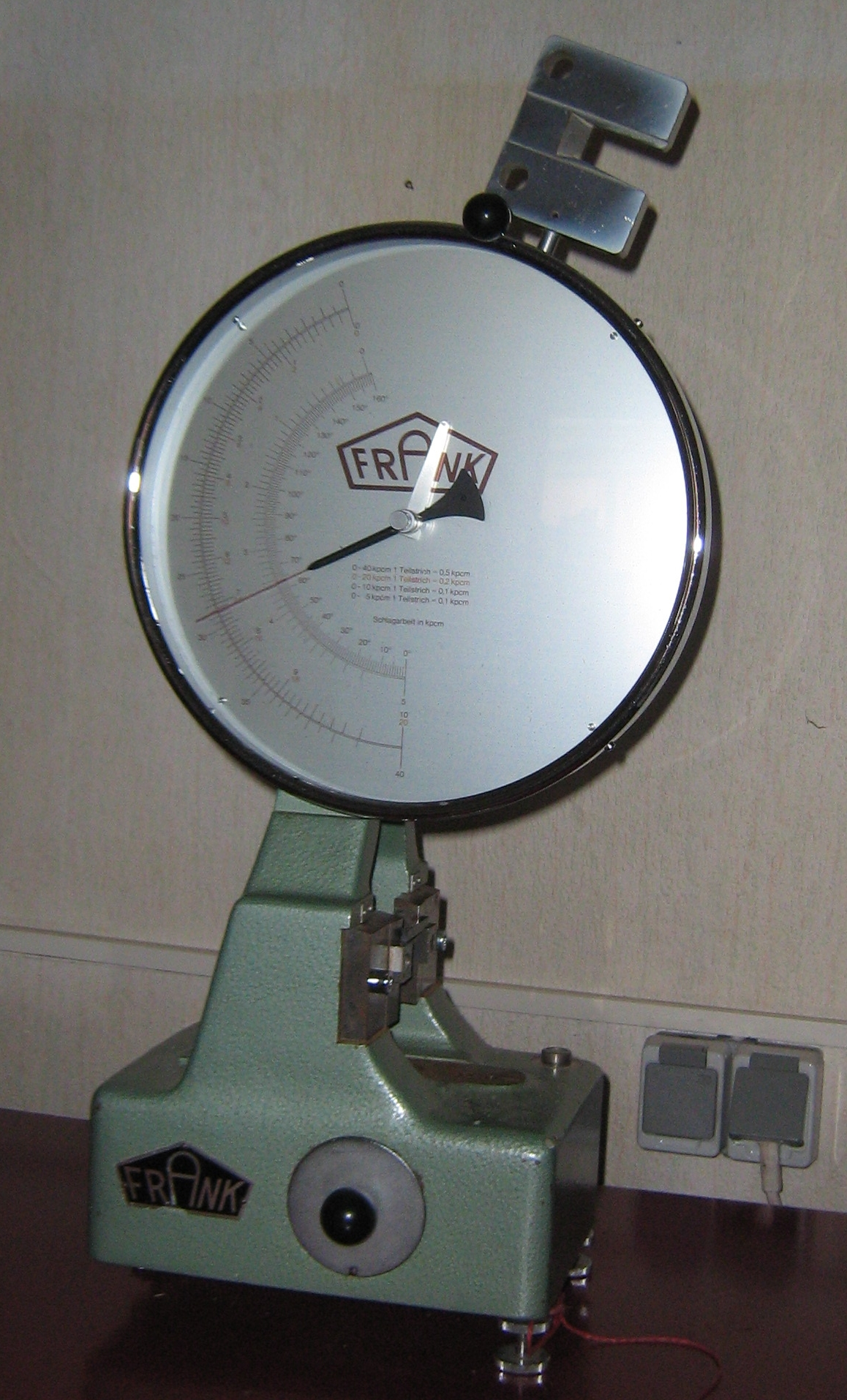
Pendelschlagwerk

Der Kerbschlagzugversuch wird normalerweise mit einem Pendelschlagwerk durchgeführt. Er wird in der Werkstoffprüfung eingesetzt um das Verhalten von Prüfkörpern unter verhältnismäßig hoher Schlaggeschwindigkeit zu untersuchen und die Zähigkeit bzw. Sprödigkeit von Kunststoffen und Elastomeren zu bewerten.
Prinzipiell eignet sich der Kerbschlagzugversuch (Verwendung gekerbter Prüfkörper) besonders für die Untersuchung solcher Werkstoffe, für die die Durchführung von Schlagbiegeversuchen und Kerbschlagbiegeversuchen nach Augustin Georges Albert Charpy (Dreipunktbiegeanordnung) aufgrund der Prüfkörperbeschaffenheit (Dicke, Flexibilität) ungeeignet ist. Sehr dünne, z. B. aus Folien hergestellte oder sehr flexible Prüfkörper (Elastomerwerkstoffe), können demzufolge einer Schlagbeanspruchung unterworfen und somit ihre Zähigkeitseigenschaften unter schlagartigen Beanspruchungsbedingungen bewertet werden.

## Durchführung der Methode
Die Prüfung erfolgt beim Kerbschlagzugversuch mit verhältnismäßig hoher Verformungsgeschwindigkeit. Das Verfahren eignet sich für Prüfkörper, die aus Formmassen hergestellt sind oder aus Halbzeugen und Formteilen entnommen sind und wird zur Produktions- und Qualitätssicherung genutzt. Mit dem konventionellen Kerbschlagzugversuch ist es außerdem möglich, das mechanische Anisotropieverhalten zu erfassen, indem Prüfkörper in unterschiedlichen Richtungen aus Prüfplatten oder Bauteilen entnommen und geprüft werden.
Für die Durchführung derartiger Experimente werden Pendelschlagwerke verwendet, die mit den für Schlagzugversuche notwendigen Zusatzausrüstungen wie speziellen Pendelhämmer und Einspannvorrichtungen versehen sind.
Die Probe ist normalerweise als Stab mit Kerben ausgeführt. Die Abmessungen des Prüfkörpers betragen:
- Länge L = 80 mm
- Breite W = 10 mm

Die Kerbtiefe a der beidseitigen Kerben beträgt je 2 mm.
Für die Durchführung von Kerbschlagzugversuchen werden die Prüfkörper mittels fester Klemmvorrichtung auf der einen Seite und Querjocheinspannung auf der anderen Seite innerhalb der Prüfeinrichtung des Pendelschlagwerks fixiert. Nach dem Auslösen des Pendelhammers aus seiner Auslenkungsposition werden die Prüfkörper schlagartig in Längsrichtung bis zum Bruch belastet. Daher wird diese Prüfung als Kerbschlagzugversuch bezeichnet.

## Kenngrößen
Im Ergebnis des Experimentes wird die Schlagarbeit Ec ermittelt und nachfolgend die konventionelle Kerbschlagzugzähigkeit atN bestimmt:
{\displaystyle a_{\text{tN}}={\frac {E_{\mathrm {c} }}{b_{\mathrm {N} }\cdot h}}}
Für die Ermittlung von bruchmechanischen Kenngrößen von Folien und Elastomeren ist eine Instrumentierung des konventionellen Kerbschlagzugversuches mit Kraft- und Wegsensoren erforderlich. Die Methode des instrumentierten Kerbschlagzugversuches erhöht die Aussagefähigkeit der gewonnenen Ergebnisse und ermöglicht eine Optimierung der Werkstoffeigenschaften sowie eine verbesserte Bewertung des Einsatzverhaltens von Bauteilen.